# Хэд, Патрик
Патрик Хэд (англ. Patrick Head) — один из основателей и руководителей британской команды Формулы-1 WilliamsF1.

## Биография

### До Формулы-1
Патрик Хэд родился 5 июня 1946 года в Фарнборо, Великобритания. Отец Патрика Хэда принимал участие в автогонках.
Учился в Бирмингемском университете, в 1970 году Хэд закончил Лондонский университет по специальности инженера-механика. Работал на заводе Lola, производящем гоночные шасси.

### Формула-1
8 февраля 1977 года Патрик Хэд и Фрэнк Уильямс основали компанию Williams Grand Prix Engineering. Хэд получил 30% акций компании,  Фрэнк Уильямс - 70%. Был приобретен пустой склад в Дидкоте, (Оксфордшир), где и был основан завод новой команды. В результате, уже в 1980 году команда выиграла свой первый Кубок конструкторов, а Алан Джонс стал чемпионом мира.
Патрик Хэд являлся техническим руководителем команды до 2004 года (уступив свой пост в этом году Сэму Майклу). Под его руководством были созданы все классические шасси Williams - FW07B, FW11, FW14B, FW15C, FW18.
Под руководством Патрика Хэда начинали свой путь многие выдающиеся конструкторы (технические руководители) Формулы 1 - Нил Оутли, Росс Браун, Фрэнк Дерни, Джефф Уиллис, Эдриан Ньюи.